# Tái hoang dã
Tái hoang dã (Rewilding) hay hiểu theo nghĩa trực tiếp là tái thả động vật hoang dã về môi trường sống là hoạt động bảo tồn động vật hoang dã có tổ chức trên quy mô lớn một cách thường xuyên nhằm khôi phục và bảo vệ các quá trình tự nhiên và các khu vực hoang dã vùng lõi, cung cấp sự kết nối sinh thái giữa các khu vực đó, và bảo vệ hoặc tái du nhập loài lại các loài săn mồi đỉnh (Động vật ăn thịt đầu bảng có vai trò như loài bảo trợ) và các loài chủ chốt có vai trò rất lớn trong hệ sinh thái. Hiểu theo nghĩa hẹp hơn, tái hoang dã và việc tái thả các động vật hoang dã về với môi trường tự nhiên sau một quá trình cứu hộ động vật hoang dã và chăm nuôi chúng theo quy trình cứu hộ-phục hồi-tái thả để đánh thức bản năng của các loài thú hoang (dã thú hóa) để tái hòa nhập với môi trường sống và sinh cảnh tự nhiên của chúng.

## Từ nguyên
Việc tái hoang dã từ này được đặt ra bởi các thành viên của mạng lưới cơ sở Earth First!, Xuất hiện trong bản vào năm 1990 và được tinh chỉnh bởi các nhà sinh học bảo tồn Michael Soulé và Reed Noss trong một bài báo xuất bản năm 1998. Theo Soulé và Noss, tái hoang dã lại là một phương pháp bảo tồn dựa trên các yếu tố"khu vực lõi, hành lang và động vật ăn thịt". Các khái niệm về khu vực lõi, hành lang bảo tồn hay hành lang sinh thái và động vật ăn thịt đã được phát triển thêm vào năm 1999. Dave Foreman sau đó đã viết bản chú giải đầy đủ đầu tiên về việc xây dựng lại như một chiến lược bảo tồn.
Gần đây, nhà nhân chủng học Layla AbdelRahim đã đưa ra một định nghĩa mới về việc tái hoang hóa là một đỉnh cao tích lũy của sự đa dạng, trong khi hoang dã là một đặc điểm liên quan đến các mối quan hệ môi trường xã hội. Theo bà, vì nền văn minh là một doanh nghiệp không ngừng phát triển đã hoàn toàn xâm chiếm trái đất và cuộc sống không hoàn hảo trên hành tinh. Do đó, việc tái hoang dã chỉ có thể bắt đầu bằng một cuộc cách mạng trong nhân học xây dựng con người thành kẻ săn mồi. Tái thiết được phát triển như một phương pháp để bảo tồn các hệ sinh thái chức năng và giảm sự suy giảm đa dạng sinh học (Tuyệt chủng Holocen), kết hợp nghiên cứu về địa sinh học đảo và vai trò sinh thái của các loài thú ăn thịt lớn.
Năm 1967, Theory of Island Biogeography của Robert H. MacArthur và Edward O. Wilson đã xác định tầm quan trọng của việc xem xét kích thước và sự cô lập của các khu vực bảo tồn động vật hoang dã, nói rằng các khu vực được bảo vệ vẫn dễ bị tuyệt chủng nếu nhỏ và bị cô lập. Năm 1987, nghiên cứu về sự tuyệt chủng của William D. Newmark trong các công viên quốc gia ở Bắc Mỹ đã tăng thêm sức nặng cho lý thuyết này. Các ấn phẩm tăng cường tranh luận về phương pháp bảo tồn. Với việc thành lập Hiệp hội Sinh học Bảo tồn năm 1985, các nhà bảo tồn bắt đầu tập trung vào việc giảm sự mất mát và phân mảnh môi trường sống.

## Ý nghĩa

### Phục hồi sinh thái
Các dự án tái hoang dã có thể yêu cầu phục hồi hệ sinh thái hoặc các vùng hoang dã, đặc biệt là khôi phục kết nối giữa các khu vực được bảo vệ bị phân mảnh và du nhâp lại các loài săn mồi và các loài chủ chốt nơi bị tuyệt chủng. Mục tiêu cuối cùng của các nỗ lực tái thiết lập lại là tạo ra các hệ sinh thái đòi hỏi phải quản lý thụ động bằng cách hạn chế sự kiểm soát của con người đối với các hệ sinh thái. Các dự án tái thiết dài hạn thành công nên được coi là có ít hoặc không có quản lý sinh thái dựa trên con người, vì việc tái sinh thành công các loài chủ chốt tạo ra một hệ sinh thái ổn định tự điều chỉnh và tự duy trì, với mức độ đa dạng sinh học gần với gian đoạn trước khi con người can thiệp, tác động vào hệ sinh thái. 

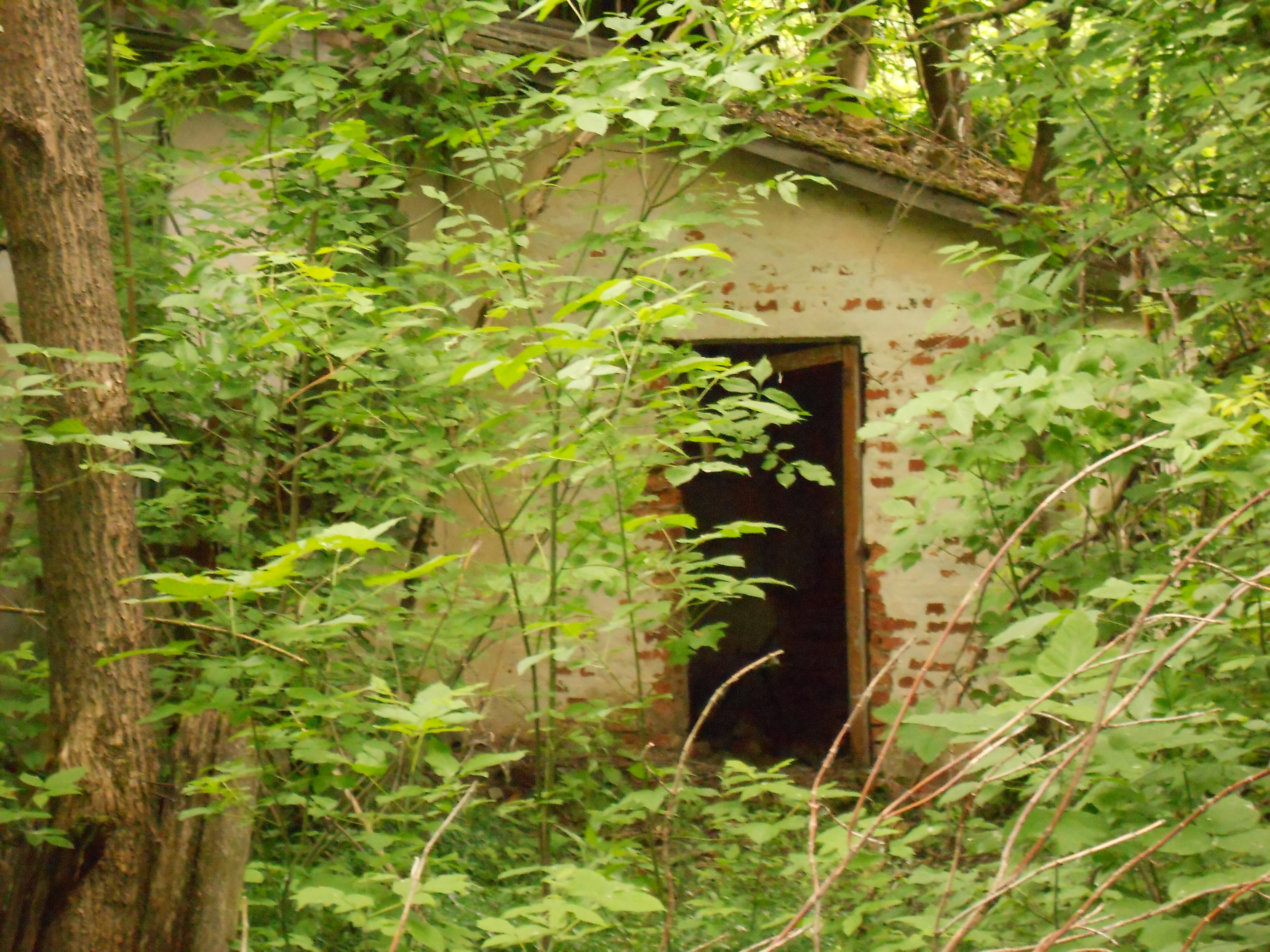
Khu vực Chornobyl dường như đã tái hoang dã khi con người không còn hiện diện

Tái thiết nhằm mục đích khôi phục ba quá trình sinh thái quan trọng: sự phức tạp của viên đá đỉnh vòm (trophic complexity), sự phân tán và sự xáo trộn ngẫu nhiên. Hoạt động tái thiết là quan trọng trên đất liền nhưng có lẽ quan trọng hơn là nơi đất gặp nước. Loại bỏ các con đập là bước đầu tiên trong nhiều bước trong quá trình xây dựng lại trong hệ sinh thái ven sông. Tuy nhiên, có những vấn đề cần được giải quyết trước, trong và sau khi loại bỏ đập. Vấn đề là các trầm tích đã tích tụ và rửa trôi lấp đầy các khu vực đẻ trứng nên được kiểm soát sau đó loại bỏ bất kỳ và tất cả các cây chặt gần bờ sông vì nó làm tăng nhiệt độ của nước, và ngừng xả thải công nghiệp vì những lý do rõ ràng.
Sau khi thực hành tại 90 vị trí đập khác nhau, người ta đã xác nhận rằng sau khi đập được xây dựng, hệ sinh thái sẽ hồi phục. Tuy nhiên, xu hướng cuối cùng sẽ chậm lại, dừng lại và trong một số trường hợp suy giảm. Điều này thường là do ô nhiễm hóa học, ánh sáng và tiếng ồn do con người tạo ra khi các khối nước lớn thu hút hoạt động và giải trí của con người. Các nhà nghiên cứu phát hiện ra rằng số lượng loài trong bất kỳ khu vực nhất định nào đã giảm 50%. Cuối cùng, nguồn thức ăn cho động vật và cá bản địa cần được du nhập để cải thiện tính bền vững lâu dài của các loài bản địa và hạn chế và/hoặc loại bỏ sự ra đời của các loài xâm lấn.

### Ứng phó biến đổi

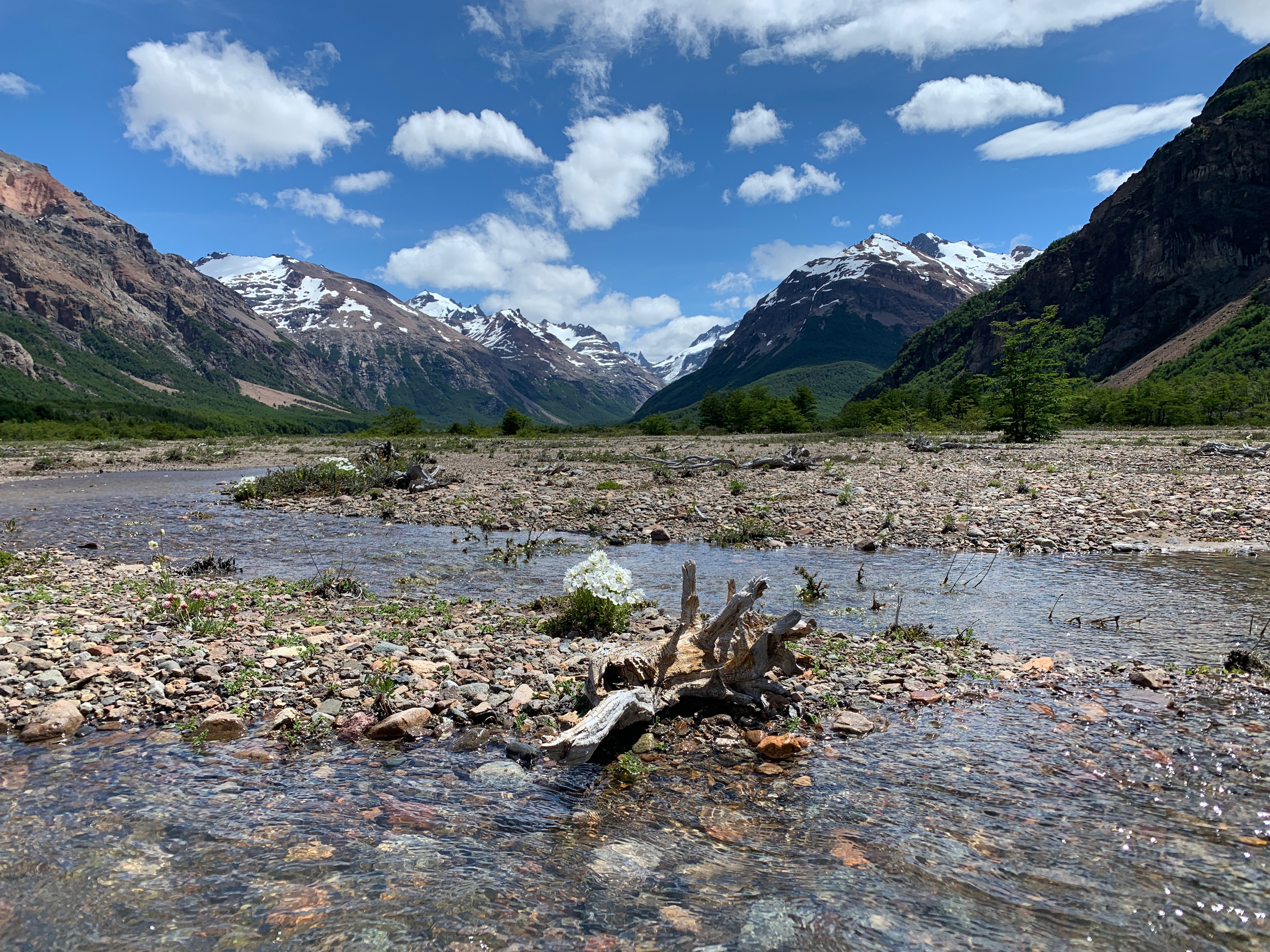
Tái hoang dã tạo ra sinh cảnh nguyên thủy, có ý nghĩa trong ứng phó biến đổi khí hậu

Việc thả các loài động vật về nơi hoang dã có thể giúp hành tinh ứng phó những tác động của biến đổi khí hậu, cháy rừng hay sự tan chảy nhanh chóng của các lớp băng tuyết ở vùng cực, việc thả những động vật có vú lớn về các không gian tự nhiên để bảo vệ môi trường, thậm chí là ngăn chặn sự nóng lên của toàn cầu, không phải là điều vô lý. Có tạp chí đăng tải công trình nghiên cứu về việc có nên hay không thả các loài động vật hoang dã về môi trường sống ban đầu của chúng. Các kết quả nghiên cứu cho thấy, có các loài động vật hoang dã đóng vai trò quan trọng trong việc cân bằng hệ sinh thái trên hành tinh này. Để khôi phục chức năng của các loài động vật hoang dã bị biến mất trong chuỗi tuần hoàn sinh thái, một phương án phục hồi sinh thái được triển khai với tên gọi tái hoang dã.
Tại một số hòn đảo, loài rùa khổng lồ đang được thả ra ngoài thiên nhiên để thay thế các loài động vật đã tuyệt chủng và chúng sẽ có nhiệm vụ điều chỉnh lại sự cân bằng sinh thái của địa phương. Việc thả các loài động vật có vú lớn về môi trường chúng đã từng sống chắc chắn có thể làm giảm thiểu số lượng và tác động của các cuộc cháy rừng. Sự leo thang của các vụ cháy rừng cùng những biến đổi đáng kể của thảm thực vật sau sự biến mất của các loài động vật ăn cỏ. Ở khu vực Nam Phi diễn ra ngày càng nhiều các trận hỏa hoạn sau khi những con tê giác, ngựa vằn, trâu và linh dương bị săn bắn hoặc di chuyển khỏi nơi chúng sinh sống, một đám cháy trước đây gây ra thiệt hại to lớn trong phạm vi khoảng 10 ha, nay đã tăng lên 500 ha vì tê giác trắng đã không còn sinh sống ở đó nữa.
Đó là lý do vì sao việc thả các loài động vật hoang dã vốn có chức năng quan trọng trong việc cân bằng hệ sinh thái và đa dạng sinh học là một điều cần thiết, đặc biệt là trả chúng về những môi trường sống ban đầu. Các loài động vật ăn cỏ với thể chất lớn hoàn toàn có thể góp phần làm giảm các đám cháy rừng, vốn được coi là mối hiểm họa của vùng Bắc Cực. Cộng đồng quốc tế hy vọng sẽ sớm được chứng kiến một phong trào mạnh mẽ về việc thả các loài động vật ăn cỏ như voi và hà mã về các không gian thiên nhiên tại châu Âu. Sự tuyệt chủng của các loài động vật sinh sống ở Bắc Cực là do sự khai thác và săn bắn quá mức của con người, có ảnh hưởng nghiêm trọng đến sự nóng lên của vùng đất này. Thực tế cho thấy, sự gia tăng nhiệt độ làm thay đổi hệ sinh thái nơi đây.
Thảm thực vật, với vai trò cách nhiệt và giữ cho đất luôn ấm, sẽ là một điều kiện thuận lợi thúc đẩy sự tan chảy của các lớp băng tuyết tại vùng cực. Động vật ăn cỏ làm chậm phản ứng của hệ sinh thái đối với biến đổi khí hậu. Một hệ thống các loài động vật ăn cỏ đa dạng sẽ có tiềm năng để làm nhiều hơn thế. Do đó, các nhà nghiên cứu hoàn toàn ủng hộ việc thả lại động vật ăn cỏ như nai sừng tấm, bò xạ hương, bò rừng bison về vùng Bắc Cực. Con người cũng cần phải có động thái tuyên truyền tích cực hơn về việc săn bắt và săn bắn, để các quần thể động vật hoang dã có cơ hội phát triển và sinh sôi một cách tự nhiên.

## Loài chủ chốt
Thúc đẩy tái hoang dã có thể mở ra nhiều triển vọng tốt đẹp cho môi trường và cảnh quan. Tại châu Âu, động vật có vú lớn không còn chỉ là các đàn thú nữa, chúng dường như là một ứng cử viên cứu tinh lý tưởng của thiên nhiên. Vậy những loài động vật nào sẽ được thả về nơi hoang dã. Không phải là những con gấu tại dãy núi Pyrénées, cũng chẳng phải là những con sói của dãy núi Alpes, chính các đàn động vật ăn cỏ kích thước lớn mới có khả năng làm được điều này. Nhưng cũng cần phải suy tính kỹ các yếu tố liên quan như chuỗi thức ăn, các loài động vật vốn đã sinh sống tại nơi đó, tác động của việc thả các loài động vật ăn cỏ về môi trường sống ban đầu, các điều kiện tự nhiên liên quan đến biển đổi khí hậu có thể xảy ra trong tương lai, cũng như là những tác động tiêu cực của con người tới thiên nhiên trong quá trình sản xuất và cuộc sống thường ngày.
Nai sừng tấm rất thích nước, chúng có thể nhìn thấy ở Bắc Mỹ hay Bắc Âu, loài vật này thường xuyên nhúng chân mình trong nước. Chúng thích bơi và “nhấm nháp” những cây thủy sinh. Khi làm như vậy, chúng sẽ làm xáo trộn lớp nước ở tầng đáy, thúc đẩy sự tuần hoàn trao đổi chất của sinh vật thủy sinh. Trong ba phần tư giờ, nai sừng tấm có thể khuấy động cả một vùng diện tích lên tới 100 m2, kích thích lưu lượng chất đạm nhiều hơn gấp ba lần. Thậm chí, lượng chất thải mà đàn nai sừng tấm để lại tại những nơi chúng ghé qua sẽ là một nguồn dinh dưỡng dồi dào và màu mỡ cho vùng đất nơi đó. Thú vị hơn nữa, bằng việc ăn các cây thủy sinh, nai sừng tấm còn góp phần đưa các hợp chất nitơ này từ dưới nước lên mặt đất, mở ra một chu trình phát triển mới cho thảm thực vật của nơi đây. Tuy nhiên, sự nóng lên toàn cầu khiến các loài động vật ăn cỏ này bỏ trốn dần về phía nam, chạy khỏi vùng đất sinh sống của mình.
Hải ly cho đến nay là yếu tố quan trọng nhất của hệ sinh thái ven sông. Đầu tiên, những con đập mà chúng xây dựng (đập hải ly) đã tạo ra các hệ sinh thái vi mô có thể được sử dụng làm ổ đẻ trứng cho cá hồi và thu thập động vật không xương sống để cá hồi để nuôi sống chúng. Các con đập, một lần nữa được xây dựng bởi hải ly, tạo ra vùng đất ngập nước cho đời sống sinh học các loài thực vật, côn trùng và chim. Các loài cây cối, bạch dương, cây bông và cây liễu rất quan trọng đối với chế độ ăn của hải ly và phải được khuyến khích phát triển ở những khu vực mà động vật có thể tiếp cận. Về mặt gieo hạt, chim có thể làm phần lớn phần còn lại. Những con vật này có hiệu ứng nhỏ giọt khi chúng tạo ra các hệ sinh thái có tiềm năng phát triển theo cấp số nhân.

## Các Dự án

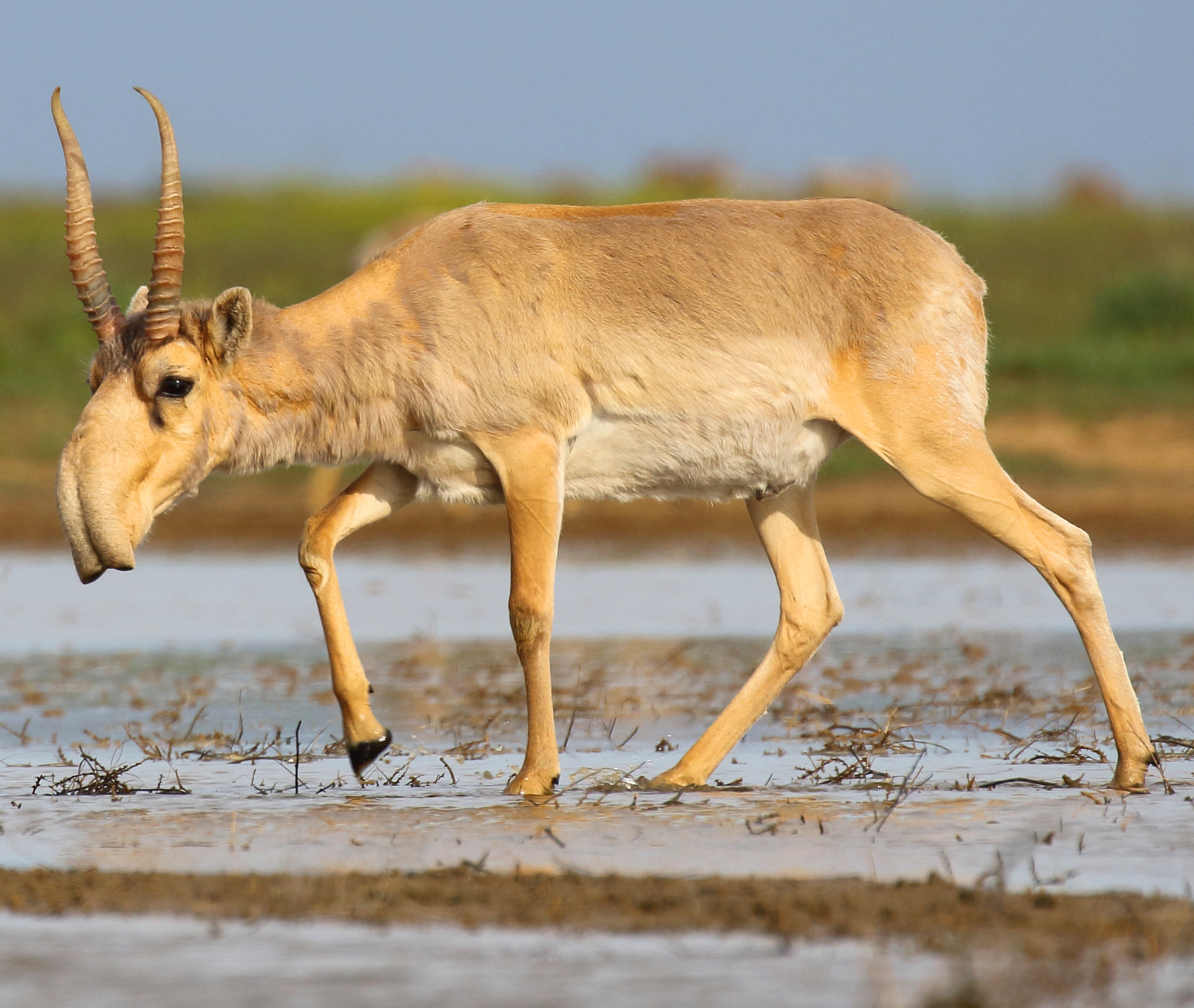
Linh dương Saiga tại Khu bảo tồn Stepnoi

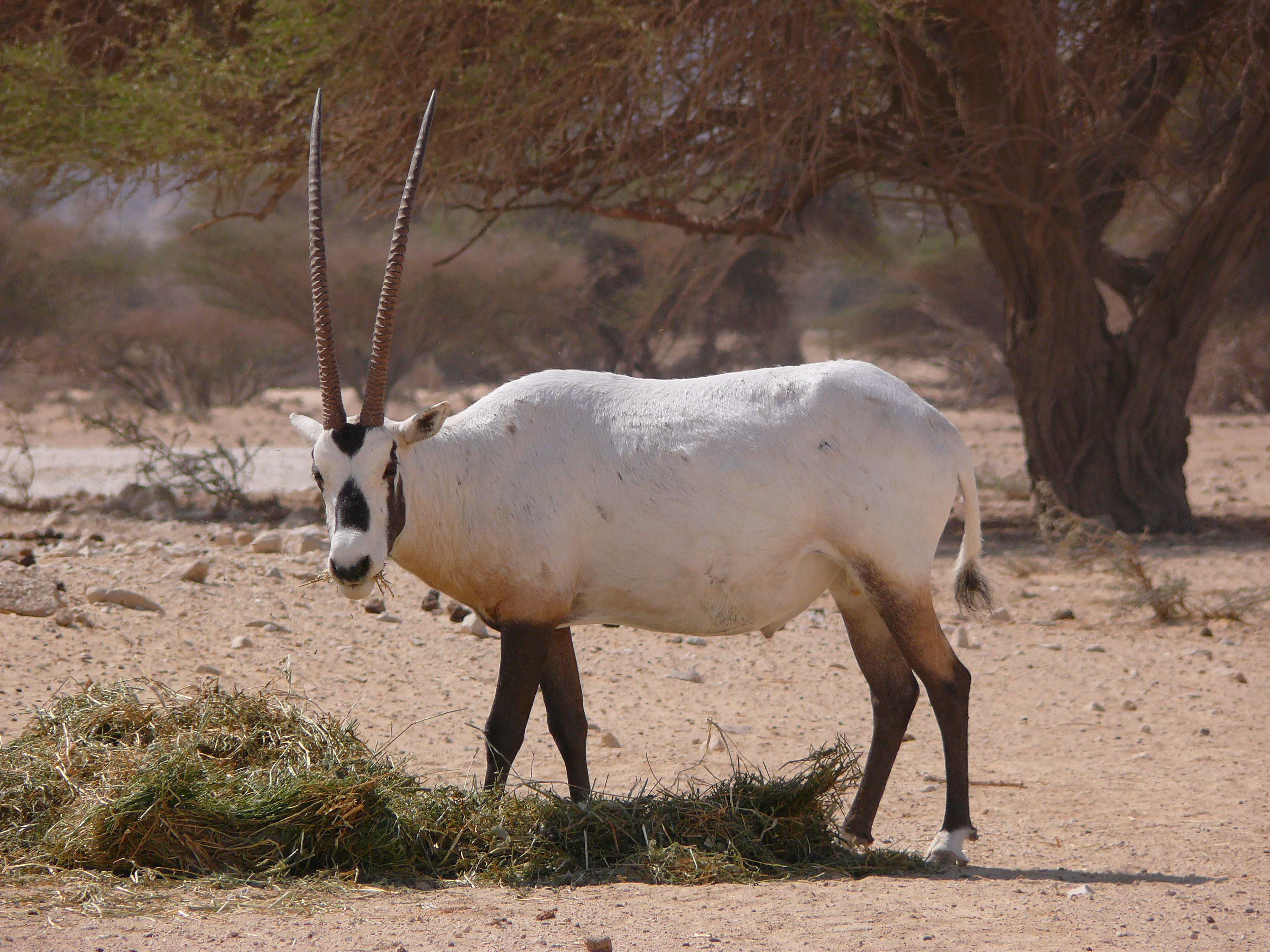
Linh dương sừng thẳng tại Chay Bar Yotvata, Israel

Cả các nhóm cơ sở và các tổ chức bảo tồn quốc tế lớn đã kết hợp xây dựng lại vào các dự án để bảo vệ và khôi phục các khu vực hoang dã lõi quy mô lớn, hành lang (hoặc kết nối) giữa chúng và các loài săn mồi đỉnh, động vật ăn thịt hoặc các loài chủ chốt (loài tương tác mạnh với môi trường, chẳng hạn như voi và hải ly). Các dự án bao gồm Sáng kiến bảo tồn Yellowstone đến Yukon ở Bắc Mỹ (còn được gọi là Y2Y) vành đai xanh châu Âu, được xây dựng dọc theo Bức màn sắt trước đây; các dự án xuyên biên giới, bao gồm các dự án ở miền nam châu Phi do Quỹ Công viên Hòa bình tài trợ; các dự án bảo tồn cộng đồng, như bảo tồn động vật hoang dã ở Namibia và Kenya.
Ở Bắc Mỹ, một dự án lớn khác nhằm khôi phục đồng cỏ thảo nguyên của Great Plains. Quỹ thảo nguyên Hoa Kỳ đang du nhập bò rừng trên vùng đất tư nhân ở vùng Missouri Breaks thuộc miền bắc miền trung Montana, với mục tiêu tạo ra một vùng thảo nguyên bảo tồn lớn hơn Công viên Quốc gia Yellowstone. Việc loại bỏ đập đã dẫn đến việc khôi phục nhiều hệ thống sông ở Tây Bắc Thái Bình Dương. Điều này đã được thực hiện trong một nỗ lực để khôi phục quần thể cá hồi nhưng với các loài khác. Việc loại bỏ đập này có lẽ là ví dụ tốt nhất về khắc phục môi trường quy mô lớn trong thế kỷ XXI. Tuy nhiên, việc phục hồi này đã xảy ra trong từng trường hợp cụ thể, không có kế hoạch toàn diện.
Một tổ chức có tên Rewishing Australia đã thành lập với mục đích khôi phục các loài thú có túi khác nhau và các động vật khác ở Úc đã bị tuyệt chủng khỏi đất liền, chẳng hạn như các loài Mèo túi phía Đông và quỷ Tasmania. Một ví dụ điển hình về thả các loài động vật ăn cỏ lớn về thiên nhiên là công viên Pleistocene ở Nga. Khu bảo tồn thiên nhiên này, được thành lập cách đây 20 năm bởi các nhà khoa học trên một diện tích 14.000 ha với mong muốn tái tạo một hệ sinh thái tương tự như thời kỷ băng hà là thời kỳ hoàng kim của những chú voi ma mút, các nhà khoa học chỉ thả vào thiên nhiên các đàn nai sừng xám, nai sừng tấm, tuần lộc, ngựa và bò rừng. Ngoài ra, các dự án được tổ chức xung quanh phục hồi sinh thái, bao gồm Gondwana Link và Area de Conservaciacacacacacacacar với sứ mang phục hồi rừng nhiệt đới khô và rừng mưa nhiệt đới ở Costa Rica.
Chương trình Phục hồi cự đà xanh: Trước đây, cự đà xanh chiếm lĩnh của hòn đảo Grand Cayman nhưng với sự xâm lấn của con người, quá trình đô thị hóa, mở rộng nông trại, đã chiếm mất môi trường sống của chúng. Đặc biệt, chó và mèo là kẻ thù của chúng, hai loài vật nuôi này ngày càng đông đúc, cùng với sự đông đúc của con người, khiến cự đà xanh ngày càng vắng bóng. Vào năm 2001, chỉ phát hiện được 5 cá thể cự đà xanh trên hòn đảo xinh đẹp này. Loài cự đà xanh có nguy cơ biến mất khỏi trái đất trong tương lai gần. Khi đó, nhiều nhà khoa học đã đưa ra cảnh báo rằng, chúng sẽ biến mất khỏi trái đất vào thập kỷ thứ hai của thế kỷ 21. Các nhà khoa học thuộc WCS (Hiệp hội bảo tồn động vật hoang dã) cho biết, sau nhiều cố gắng, nỗ lực, họ đã cứu loài cự đà xanh thoát khỏi bờ vực tuyệt chủng.
Các nhà khoa học đã nghiêm túc thực hiện nỗ lực bảo tồn, nhân giống loài vật này, “Chương trình phục hồi cự đà xanh” (BIRP) hoạt động trong vòng 10 năm đã nâng số lượng từ 5 cá thể lên 500 con. Toàn bộ số cự đà này hiện đang sống trong môi trường hoang đã thuộc khu bảo tồn Salina trên đảo Grand Cayman. WCS cho biết, các nhà khoa học đã nuôi nhốt bán hoang dã những cá thể cự đà xanh cuối cùng của nhân loại, ghép đôi để chúng sinh sản. Khi cực đà con được 2 tuổi, đạt mọi tiêu chuẩn về sức khỏe, chống được sự tấn công của chó, mèo, thì thả chúng vào tự nhiên. Năm 2006, con cự đà xanh đầu tiên được thả vào môi trường hoang dã và mong muốn phát triển đàn cự đà xanh lên 1000 cá thể.

## Tái thả

### Nguyên tắc
Việc tái thả động vật hoang dã là việc đưa chúng trở lại nơi sinh sống tự nhiên sau khi được chăm sóc, chữa trị từ các trung tâm cứu hộ, vườn thú, trại nuôi hay động vật thu giữ từ hoạt động săn bắt, buôn bán động vật hoang dã bất hợp pháp. Đó còn là hình thức luân chuyển động vật từ nơi này đến một nơi khác nhằm mục đích bảo tồn cá thể động vật, đưa cá thể động vật về nơi phân bố trước kia của chúng. Việc tái thả phải bảo đảm an toàn cho người, động vật được tái thả và các loài động thực vật tại khu vực tái thả theo nguyên tắc chỉ tái thả khi động vật khỏe mạnh, lành lặn, không nhiễm bệnh hoặc mang mầm bệnh. Động vật thường bị tái thả bên ngoài môi trường sống vốn có của chúng. Đây chính là một trong những mối đe dọa đến các quần thể hoang dã.
Trung tâm Cứu hộ động vật hoang dã được xem là nơi tạm trú của các loại động vật hoang dã sau những lần chúng được cơ quan chức năng giải cứu từ hoạt động săn bắt, buôn bán để nuôi nhốt tại đó trung tâm sau đó sẽ thả các cá thể động vật vào rừng, góp phần giữ gìn đa dạng sinh học, bảo vệ môi trường sống cho các loài động vật quý hiếm. Quy trình tái thả động vật hoang dã về môi trường tự nhiên phải trải qua nhiều công đoạn, từ việc cứu hộ thành công, việc chăm sóc và tái thả động vật hoang dã về môi trường tự nhiên cũng phải tuân thủ những nguyên tắc, trong đó, chúng phải trải qua 30 ngày kiểm dịch, sau đó, các cá thể khỏe mạnh và đáp ứng tiêu chí tái thả sẽ được thả vào các khu rừng được bảo vệ.
Trước khi tái thả, động vật được kiểm tra và theo dõi chặt chẽ về sức khỏe, thói quen ăn uống, bản năng, trọng lượng và tình trạng cơ thể. Trước khi tái thả, nhóm điều tra thực địa sẽ thực hiện các khảo sát để đánh giá tính phù hợp của các địa điểm tái thả. Điều kiện môi trường sống, dấu hiệu của các quần thể hoang dã và áp lực săn bắn được quan tâm nhằm tăng cao tỷ lệ sống của động vật được tái thả và đảm bảo chúng sẽ được hỗ trợ ở quần thể hoang dã và qua quá trình theo dõi những đợt tái thả này cùng với các ảnh hưởng của chúng đối với quần thể hoang dã, công tác tái thả động vật hoang dã sẽ hỗ trợ cho việc phục hồi các loài động vật hoang dã đang bị đe dọa.
Nhiều động vật hoang dã bị buôn bán trái phép nhằm phục vụ nhu cầu làm thực phẩm, thuốc đông y, thú nuôi và làm đồ lưu niệm. Trong quá trình vận chuyển trái phép, các cá thể này thường bị mất nước, thiếu dinh dưỡng, bệnh tật, và mang trên mình nhiều vết thương do dính bẫy săn. Những kẻ thợ săn và người buôn bán bất hợp pháp thường nhồi nhét một lượng lớn các hỗn hợp (như bột ngô, bột đá) vào cơ thể để tăng trọng lượng của chúng trước khi bán. Nhiều trường hợp thường thả trực tiếp động vật hoang dã tịch thu từ buôn bán trái phép về tự nhiên, mà không trải qua bất kỳ khâu kiểm tra sức khỏe hoặc kiểm dịch nào. 

### Quy trình
Với cá thể, mỗi loài có một đặc tính khác nhau do môi trường sống, điều kiện sống khác nhau, khi được thu gom về đây phân loại, đa số các cá thể đều yếu ớt, bị thương, phải mất rất nhiều công sức và tâm huyết để chữa trị cho chúng lành bệnh, sau khi được chăm sóc, chữa trị vết thương, động vật sẽ được thả về môi trường tự nhiên tại nhiều vườn quốc gia trên địa bàn. Các loài vật có tập tính sống theo bầy đàn, có nguồn thức ăn nhiều, phân bố rộng thì khả năng huấn luyện, tái thả sẽ có thời gian ngắn (thường trong vòng 3-6 tháng sau khi tiếp nhận). Tuy nhiên, cũng có những loài cần thời gian huấn luyện trước khi tái thả từ 1,5-3 năm (thường là các loài như vượn đen má vàng, culi).
Vì vậy, sau khi huấn luyện bản năng thông thường (vận động, nhận biết, tìm kiếm thức ăn) thì phải có thêm 1 bước huấn luyện trước khi tái thả. Đó là huấn luyện trong môi trường bán hoang dã như một khu vực giống như một cánh rừng được thu hẹp. Với cách làm này, khi thả ra tự nhiên thì khả năng thành công sẽ cao hơn. Các loài thú hoang dã phải được sống trong tự nhiên, đó là mục tiêu và cũng là động lực để những người làm công tác cứu hộ, bảo tồn động vật hoang dã gắn bó với công việc. Và nhiều động vật đã được cứu sống, phục hồi và tái thả trở lại tự nhiên nhằm cải thiện các quần thể thú ăn thịt.
Cũng có rất nhiều cá thể, dù được cứu hộ, huấn luyện nhưng vẫn không thể tái thả về tự nhiên. Những trường hợp này thường rơi vào các loài thú lớn (gấu chó, gấu ngựa). Do nuôi nhốt quá lâu ngày để lấy mật (có trường hợp bị nuôi nhốt đến 20 năm trước khi được cứu hộ), làm xiếc thú, chúng bị mất hết bản năng tự nhiên, rất khó để huấn luyện, tái thả. Với những loài này thì chủ yếu làm công tác an sinh, phúc lợi động vật, chăm sóc suốt đời, nuôi nhân đạo để phục vụ công tác giáo dục, bảo tồn động vật hoang dã. Các cá thể không thể tái thả sẽ được chăm sóc đặc biệt tại trung tâm giáo dục để truyền cảm hứng cho du khách tham gia vào công tác bảo tồn động vật hoang dã.

### Linh trưởng
Sau khi tiếp nhận các cá thể thuộc bộ linh trưởng, các trung tâm tiến hành huấn luyện ban đầu (bản năng di chuyển trên cây, ăn thức ăn tự nhiên). Sau đó, chúng được đưa sang khu vực khác để sống trong môi trường bán hoang dã trước khi tái thả ra tự nhiên. Trong số các loài thuộc bộ linh trưởng, việc tái thả loài vượn đen má vàng gặp phải nhiều khó khăn vì chúng là loài vật có tập tính sống theo gia đình, bảo vệ lãnh thổ, 80% thức ăn là trái cây rừng. Chúng chỉ sống ở những khu rừng có tán rừng liên tục (rừng thường xanh, rừng nguyên sinh). Do vậy, thông thường, tại trung tâm, các con vượn đen má vàng sẽ được tìm cách ghép đôi, bắt cặp trước khi tái thả. Để làm được việc này, các con vượn đực, vượn cái thường được nhốt gần chuồng của nhau.
Trong quá trình chăm sóc, các chuyên gia sẽ quan sát nếu thấy chúng có vẻ mến nhau thì họ sẽ mở cửa chuồng cho chúng chung sống. Nếu chúng có thể chung sống hòa bình, chịu giao phối với nhau thì coi như việc kết đôi là thành công. Sau khi hoàn thành huấn luyện bản năng tự nhiên, những gia đình vượn này sẽ được tái thả về rừng. Trước khi tái thả, các nhân viên cứu hộ phải tiến hành điều tra khảo sát khu vực dự định tái thả một cách kỹ lưỡng xem khu vực này có thích hợp hay không. Chọn lựa không đúng vị trí có thể sẽ gây hại cho cá thể đó. Nếu khu vực chọn thả đã là lãnh thổ của một gia đình vượn khác, chúng sẽ chiến đấu để tranh giành lãnh thổ. Trong trường hợp này, những con vượn đã từng bị nuôi nhốt lâu ngày sẽ không thể nào đánh thắng được những con vượn khỏe mạnh và hoang dã trong tự nhiên.
Vì vậy, khu vực được chọn để tái thả những con vượn mới phải là những khu vực không hề có con vượn nào sinh sống. Để tìm được một địa điểm như vậy, các nhân viên cứu hộ phải lặn lội vào rừng sâu, có khi phải ở trong rừng hằng tháng trời mới khảo sát được.Không chỉ riêng loài vượn đen má vàng, với những loài vật thuộc nhóm nguy cấp, trung tâm phải thực hiện chương trình theo dõi sau tái thả. Chúng được gắn các chip để theo dõi khả năng hòa nhập môi trường tự nhiên. Sau 1-2 năm, chip tự động rơi xuống, lúc đó chúng sẽ sống hoàn toàn trong tự nhiên. Đối với những trường hợp chưa thích nghi được hoặc do bị đánh, xua đuổi ngoài tự nhiên thì các nhân viên của trung tâm sẽ di chuyển chúng sang một địa điểm khác hoặc mang về tiếp tục huấn luyện, sau khi huấn luyện, tỷ lệ tái thả thành công đạt khoảng 90-95%.